# Gonzalo Fierro
Gonzalo Antonio Fierro Caniullán, né le 21 mars 1983) est un ancien footballeur chilien, qui jouait au poste de arrière droit ou d'ailier droit. 
Il est surnommé dans son pays « El Joven Pistolero » (le jeune tireur) à cause son grand nombre de frappes de loin.

## Carrière

### Colo-Colo
Il passe le début de sa carrière dans le club chilien de Colo-Colo. En 2005, il inscrit 11 buts et fait de nombreuses passes décisives pour d'autres joueurs comme Humberto Suazo, Matias Fernandez, et Alexis Sánchez. Il inscrit 10 buts en 2008. Il est notamment connu pour avoir inscrit une douzaine de buts de loin dont deux à plus de 30 mètres lors de la Copa Sudamericana 2006. Il inscrit trois buts lors de la Copa Libertadores 2008, dont un contre Maracaibo, le meilleur club du Venezuela, et est l'homme clé d'une victoire 2-0 grâce à l'un de ses penalty contre le Boca Juniors.

### Flamengo
Le 26 août 2008, Fierro rejoint le club de Flamengo. Il devient le premier joueur chilien de l'histoire du club. Le 5 avril 2009, Gonzalo joue son premier match en championnat Carioca lors d'un 1-1 contre Fluminense.
Le 12 juillet 2009, en championnat du Brésil, il entre en jeu à la place d'Ibson lors d'un match contre São Paulo au Morumbi. Il y marque son premier but pour Flamengo après trois minutes de jeu, recevant une passe d'Adriano,.
Il gagne le championnat brésilien 2009 et Fierro devient avec Nelson Tapia, Elias Figueroa et Claudio Maldonado l'un des seuls joueurs chiliens à remporter le championnat du Brésil.

### Statistiques
| Club           | Saison         | Championnat du Chili  | Championnat du Chili  | Championnat du Chili  | Coupe du Chili  | Coupe du Chili  | Coupe du Chili  | Copa Libertadores | Copa Libertadores | Copa Libertadores | Copa Sudamericana | Copa Sudamericana | Copa Sudamericana | Autres              | Autres              | Autres              | Total  | Total | Total  |
| Club           | Saison         | Matchs                | Buts                  | Passes                | Matchs          | Buts            | Passes          | Matchs            | Buts              | Passes            | Matchs            | Buts              | Passes            | Matchs              | Buts                | Passes              | Matchs | Buts  | Passes |
| -------------- | -------------- | --------------------- | --------------------- | --------------------- | --------------- | --------------- | --------------- | ----------------- | ----------------- | ----------------- | ----------------- | ----------------- | ----------------- | ------------------- | ------------------- | ------------------- | ------ | ----- | ------ |
| Colo-Colo      | 2002           | 16                    | 2                     | ?                     | -               | -               | -               | -                 | -                 | -                 | -                 | -                 | -                 | -                   | -                   | -                   | 16     | 2     | ?      |
| Colo-Colo      | 2003           | 37                    | 5                     | ?                     | -               | -               | -               | 4                 | 0                 | ?                 | -                 | -                 | -                 | 1                   | 0                   | ?                   | 42     | 5     | ?      |
| Colo-Colo      | 2004           | 30                    | 6                     | ?                     | -               | -               | -               | 6                 | 0                 | ?                 | -                 | -                 | -                 | 1                   | 0                   | ?                   | 37     | 6     | ?      |
| Colo-Colo      | 2005           | 28                    | 13                    | ?                     | -               | -               | -               | -                 | -                 | -                 | -                 | -                 | -                 | -                   | -                   | -                   | 28     | 13    | ?      |
| Colo-Colo      | 2006           | 38                    | 12                    | ?                     | -               | -               | -               | 1                 | 0                 | 0                 | 10                | 1                 | ?                 | -                   | -                   | -                   | 49     | 12    | ?      |
| Colo-Colo      | 2007           | 37                    | 17                    | ?                     | -               | -               | -               | 7                 | 3                 | ?                 | 5                 | 1                 | ?                 | 1                   | 0                   | ?                   | 50     | 21    | ?      |
| Colo-Colo      | 2008           | 27                    | 6                     | ?                     | -               | -               | -               | 6                 | 1                 | ?                 | -                 | -                 | -                 | -                   | -                   | -                   | 33     | 7     | ?      |
| Total          | Total          | 213                   | 61                    | ?                     | 0               | 0               | 0               | 24                | 4                 | ?                 | 15                | 2                 | ?                 | 3                   | 0                   | ?                   | 255    | 67    | ?      |
| Club           | Saison         | Championnat du Brésil | Championnat du Brésil | Championnat du Brésil | Coupe du Brésil | Coupe du Brésil | Coupe du Brésil | Copa Libertadores | Copa Libertadores | Copa Libertadores | Copa Sudamericana | Copa Sudamericana | Copa Sudamericana | Championnat carioca | Championnat carioca | Championnat carioca | Total  | Total | Total  |
| Flamengo       | 2008           | 8                     | 0                     | 1                     | -               | -               | -               | -                 | -                 | -                 | -                 | -                 | -                 | -                   | -                   | -                   | 8      | 0     | 1      |
| Flamengo       | 2009           | 24                    | 1                     | 1                     | 2               | 0               | 1               | -                 | -                 | -                 | 1                 | 0                 | 0                 | 5                   | 0                   | 0                   | 32     | 1     | 2      |
| Flamengo       | 2010           | 2                     | 0                     | 0                     | -               | -               | -               | 6                 | 0                 | 0                 | -                 | -                 | -                 | 12                  | 1                   | 1                   | 20     | 1     | 1      |
| Total          | Total          | 34                    | 1                     | 2                     | 2               | 0               | 1               | 6                 | 0                 | 0                 | 1                 | 0                 | 0                 | 17                  | 1                   | 1                   | 60     | 2     | 4      |
| Total carrière | Total carrière | 247                   | 62                    | ?                     | 2               | 1               | 0               | 30                | 4                 | ?                 | 16                | 2                 | ?                 | 20                  | 1                   | ?                   | 315    | 69    | ?      |

selon le site officiel de Flamengo, Flaestatística et Futpédia.

### Équipe nationale
Fierro joue tout d'abord la Copa América 2007. Il joue les matchs contre l'Équateur, contre le Brésil et le Mexique. Il joue ensuite lors d'une tournée en Europe avec l'entraîneur Marcelo Bielsa. Bielsa fait confiance à Fierro et le fait jouer dans son effectif, le faisant jouer lors de deux matchs contre les deux hôtes de l'Euro 2008, l'Autriche et la Suisse, où le Chili gagne 2-0 et perd 2-1. Lors d'une tournée en Asie en 2007 où le Chili joue les deux hôtes de la coupe du monde de football 2002, Fierro marque contre les Coréens lors d'une victoire 1-0 et joue les 90 minutes contre le Japon (0-0).

## Palmarès

### Club
- Colo-Colo
  - Championnat du Chili Apertura : 2006, 2007
  - Championnat du Chili Clausura : 2002, 2006, 2007

- Flamengo
  - Taça Rio : 2009
  - Championnat carioca : 2009
  - Championnat du Brésil : 2009

### Individuel
- Meilleur buteur du Championnat du Chili de football : 2005 (Clausura)